# Lothar Erdmann
Pour les articles homonymes, voir Erdmann.
Lothar Erdmann (né le 12 octobre 1888 à Breslau et mort le 18 septembre 1939 à Sachsenhausen) était un journaliste et syndicaliste allemand membre du Parti social-démocrate d'Allemagne. Il est mort de mauvais traitements dans le camp de Sachsenhausen où il avait été interné par le régime nazi.

## Biographie

### Carrière
En 1924, il fonde le journal Die Arbeit, organe de communication de la Ligue des syndicats allemands (Allgemeiner Deutscher Gewerkschaftsbund). Il en sera rédacteur en chef jusqu'à l'arrivée au pouvoir des nazis en 1933.
À partir de la dissolution des syndicats le 2 mai 1933, Erdmann perd son emploi et devient journaliste à son compte. Cependant, peu de journaux lui sont accessibles. Il se contentait d'écrire des recensions de livres publiés.

## Assassinat
Au début de la Seconde Guerre mondiale, il fait partie des personnes emprisonnées. Au camp de Sachsenhausen, il proteste contre les mauvais traitements qu'il subit. Après six jours de punition sévère, trois heures de « suspension au poteau » accompagnées de coups de pied, il meurt de ses blessures.

## Hommages
- Une plaque est érigée en son hommage dans l'aéroport de Berlin-Tempelhof.
- Un timbre de l'ancienne République démocratique allemande (RDA) a été imprimé à son effigie.

## Littérature
- Ilse Fischer: Versöhnung von Nation und Sozialismus? Lothar Erdmann (1888–1939): Ein „leidenschaftlicher Individualist“ in der Gewerkschaftsspitze. Biographie und Auszüge aus den Tagebüchern (AfS, Beiheft 23), Bonn 2004, ISBN 3-8012-4136-X.
- Daniel Meis: Lothar Erdmann (1888–1939): Ein depressiver Schriftsteller zwischen Nation und Sozialismus, dans: FEShistory 2023.
- Daniel Meis: Lothar Erdmann (1888–1939). Ein Sozialdemokrat und Gewerkschafter zwischen Nation und Sozialismus. wvb, Berlin 2024, ISBN 978-3-96138-411-2.
- Daniel Meis: Lothar Erdmann (1888–1939). Nationaler Sozialist, Sozialdemokrat, Gewerkschafter, dans: Daniel Meis (Ed.): Nationaler Sozialismus in der Weimarer Republik. Parteien, Ideen, Protagonisten, Bielefeld 2025 (Histoire, Band 225), p. 233–252.
- Daniel Meis: „Nationaler Sozialismus“: Die Sozialismuskonzeption von Lothar Erdmann (1888–1939), dans: FEShistory 2023.